# Verlag Friedrich Bischoff
Der Verlag Friedrich Bischoff ist ein in Neu-Isenburg ansässiges Unternehmen der Neuapostolischen Kirche. Der Verlag versteht sich als internationales christliches Medienhaus. Zu den Kunden zählen neben den neuapostolischen Kirchenmitgliedern und -verwaltungen auch Buchhandlungen, Agenturen und Verlage.

## Geschichte
Die Wurzeln des Verlags gehen zurück in das Jahr 1932, als der Unternehmensgründer, Friedrich Bischoff, die Hausdruckerei der Neuapostolischen Kirche übernahm und den Verlag Friedrich Bischoff in Frankfurt gründete. Neben verschiedenen kircheneigenen Printerzeugnissen wird seit 1933 die an die Mitglieder der Kirche gerichtete Zeitschrift "Unsere Familie" herausgegeben. Während des Zweiten Weltkriegs musste der Verlag zwischen 1942 und 1949 die Produktion einstellen. Ein Jahr später teilte man das Unternehmen in zwei eigenständige Firmen, den Verlag Friedrich Bischoff und die Druckerei Friedrich Bischoff, auf. Seit 1951 hat der Verlag eine eigene Musikabteilung, mit anfänglichem Sitz in Bielefeld.
In den 1960er Jahren wurde die Produktpalette aus Zeitschriften, Büchern und Tonträgern deutlich erweitert. Nachdem der Friedrich Bischoff Verlag zunächst nur im deutschsprachigen Raum tätig gewesen war, wandte er sich in den 1970er Jahren einer internationalen Tätigkeit zu. 1980 überschritt die Tonträgerproduktion die Millionengrenze. 1982 bezogen Verlag und Druckerei ihr neues Betriebsgelände in der Frankfurter Gutleutstraße 298. 2008 eröffnete der Verlag am selben Standort ein Besucherzentrum mit eigenem Ladengeschäft.
Im Jahr 1989 wechselte das Eigentumsverhältnis von der bisher auch firmenleitenden Familie Bischoff in die Hand der Neuapostolischen Kirche. Ein Jahr später erweiterte das Unternehmen das Angebot von Tonübertragungen von Gottesdiensten via Postkabel auf Bild- und Tonübertragungen per Satellit.
Deutliche Umsatzrückgänge in den späten 1990er und 2000er Jahren zwangen die Unternehmensleitung zum Verkauf der Druckerei sowie weiteren deutlichen Umstrukturierungsmaßnahmen im Bereich der Dienstleistungen, der Produktpalette und Personalaufstellung. Zum Ende des Jahres 2014 wechselte der Verlag seinen Standort und zog in das Triforum nach Neu-Isenburg. Am jetzigen Firmensitz befinden sich nun lediglich die Redaktion, die Übertragungsdienste und Geschäftsleitung.
Als Leitsatz, der die Ausrichtung des Unternehmens darstellen soll, fungiert aktuell:

„Wir helfen Menschen, ihr Leben nach dem Evangelium Jesu Christ zu gestalten.“

### Sozialität
Da das Unternehmen über viele Jahrzehnte nahezu alle Erzeugnisse und Dienstleistungen für die Neuapostolische Kirche bereitstellte, wurde der Verlag ein wesentlicher Bestandteil der neuapostolischen Sozialität und damit meinungs- und entwicklungsbildend für mehrere Generationen von Gläubigen. Im neuapostolischen Sprachgebrauch wird er noch heute schlicht „der Verlag“ genannt. Ähnlich ist es mit der Zeitschrift Unsere Familie, welche durch Stil und Inhalt die nach innen gerichtete Kommunikation und den Informationsfluss prägte.

### Kritik
In der Vergangenheit stand das Unternehmen und deren Gründer Friedrich Bischoff in der Kritik, das NS-Regime unverhältnismäßig stark unterstützt zu haben. Michael Koch, Herausgeber des Magazins Glaubenskultur, schreibt über den Verlag in der NS-Zeit:

„Wie bereits dargestellt verfügt Friedrich Bischoff mit hoher Wahrscheinlichkeit über eine große Nähe zur NSDAP und fungiert als Schaltstelle zwischen Kirche und Partei. Immer wieder sind auch in seiner Zeitschrift Unsere Familie eindeutig nationalsozialistisch gefärbte Artikel eingestreut. Es finden sich neben politischen Themen prominent platzierte Zitate Adolf Hitlers, anti-jüdische Artikel und Reportagen zu neuartigen Waffentechnologien.“

Als Reaktion auf die o. g. nationalsozialistisch gefärbten Artikel bringt die Neuapostolische Kirche in der Schweiz unter der Leitung des damaligen Bezirksapostel Ernst Güttinger ab 1939 eigene Zeitschriften heraus:

„Gestern tagte in hier die Bezirksämterversammlung des Bezirkes Schweiz. Also die Bezirksältesten und Bezirksevangelisten. In dieser Versammlung wurde einstimmig beschlossen, Ihre Blätter, Wächterstimmen, Jugendfreund sowie Amtsblatt ab dem 1. Januar 1940 nicht mehr zu beziehen. Die gegenwärtigen Verhältnisse bedingen diese Durchführung. Wir liefern unsere Blätter auch nach dem Ausland und hier haben wir uns der striktesten Neutralität zu befleissigen.“

Dieser Umstand der doppelten Herausgabe von Kirchenzeitschriften im deutschsprachigen Raum hielt bis in die 1980er Jahre an.

## Programm

### Printmedien
Seit den ersten Jahren in der Unternehmensgeschichte vertreibt der Verlag erstrangig verschiedene kircheninterne Druckerzeugnisse. Zu den auflagenstärksten Produkten gehört die Zeitschrift Unsere Familie, welche seit 1933, mit einer kurzen Unterbrechung im Zweiten Weltkrieg, durchweg erschien. Während es besonders in den 1990er Jahren verschiedene fremdsprachige Ausgaben gab, so erscheint die Zeitschrift heute ausschließlich in deutscher Sprache. Die Auflage der 14-täglichen Schrift liegt bei 50.000 Exemplaren und gilt als offizielles Organ der Neuapostolischen Kirche. Als weitere wichtige Zeitschriften gilt die Spirit, die UF spezial sowie der Beileger Wir Kinder.
Außerdem erscheinen im Verlag Friedrich Bischoff nahezu alle Noten-, Chor- und Lehrwerke der Neuapostolischen Kirche, insbesondere für den europäischen und nordamerikanischen Raum. So sorgte das neu erschienene Gesangbuch der Neuapostolischen Kirche sowie das Chorbuch in den Jahren 2004 und 2013 für eine deutliche Umsatzsteigerung.
Weiterhin befinden sich Produkte aus dem Bereich Belletristik, Biografien oder Bibeln im Programm.

### Ton- und Videoproduktionen
Mit der Gründung der hauseigenen Musikabteilung im Jahre 1951 stieg das Unternehmen auch in die Tonträgerproduktion ein. Anfänglich vertrieb der Verlag Schallplatten, Tonbänder und Musikkassetten. Im Jahr 1986 stieg man auf die Produktion von CDs um, die noch heute in hoher Auflage produziert und vertrieben werden. Als Nischenprodukte zählen des Weiteren DVDs von Konzerten oder Gottesdienst- und Kirchenereignissen.

### Bild- und Tonübertragung
Als das Unternehmen im Jahr 1990 die erste Bild- und Tonübertragung eines Gottesdienstes via Satellit übertrug, konnte es bereits auf Erfahrungen von Ton- und auch Bildübertragungen via Postkabel zurückblicken. Aktuell finden im Jahre mehrere durch den Verlag produzierte Satellitenübertragungen von Gottesdiensten statt. Traditionell wird an Pfingsten eine größere, mitunter auch weltweite Übertragung eines Festgottesdienstes durchgeführt.

### Dienstleistungen
Der Verlag Friedrich Bischoff tritt gegenüber der Neuapostolischen Kirche auch als Dienstleister auf und bietet in diesem Rahmen zum Beispiel die Verwaltung und redaktionelle Leitung des Internetportals NAC.today an.